# Campionati mondiali di maratona canoa/kayak 2003
I Campionati mondiali di maratona canoa/kayak 2003 sono stati l'11ª edizione della manifestazione. Si sono svolti a Valladolid, in Spagna, tra il 26 e il 28 settembre 2003.

## Medagliere
| Pos.   | Paese         | Oro | Argento | Bronzo | Totale |
| ------ | ------------- | --- | ------- | ------ | ------ |
| 1      | Ungheria      | 4   | 1       | 1      | 6      |
| 2      | Sudafrica     | 1   | 0       | 1      | 2      |
| 2      | Francia       | 1   | 0       | 1      | 2      |
| 4      | Spagna        | 0   | 3       | 1      | 4      |
| 5      | Rep. Ceca     | 0   | 1       | 1      | 2      |
| 6      | Danimarca     | 0   | 1       | 0      | 1      |
| 7      | Gran Bretagna | 0   | 0       | 1      | 1      |
| Totale | Totale        | 6   | 6       | 6      | 18     |

## Podi

### Uomini
| Evento | Oro                                 | Perform.    | Argento                                      | Perform.    | Bronzo                                                | Perform. |
| Canoa  |                                     |             |                                              |             |                                                       |          |
| C-1    | Bertrand Hemonic                    | 3h22'06"    | Pavel Bednár                                 | 3h22'11"    | Lionel Dubois Dunilac                                 | 3h22'34" |
| C-2    | Ungheria Edvin Csabai Attila Györe  | 3h04'27"    | Spagna José Alfredo Bea David Mascato        | 3h04'50"    | Rep. Ceca Jan Machac Viktor Jirasky                   | 3h06'16" |
| K-1    | Hank McGregor                       | 2h54'07"    | Attila Jámbor                                | 2h54'08"    | Anthony Stott                                         | 2h54'10" |
| K-2    | Ungheria Istvan Salga Attila Jámbor | 2h43'21",08 | Spagna Manuel Busto Fernández Javier Hernanz | 2h43'21",92 | Spagna Jorge Alonso González Santiago Guerrero Arroyo | 2h43'23" |

### Donne
| Evento | Oro                                  | Perform. | Argento                                  | Perform. | Bronzo                                  | Perform. |
| Canoa  |                                      |          |                                          |          |                                         |          |
| K-1    | Renata Csay                          | 3h12'47" | Mara Santos                              | 3h18'49" | Jenny Spencer                           | 3h18'55" |
| K-2    | Ungheria Kornelia Szonda Renata Csay | 3h00'18" | Danimarca Anne Lolk Thomsen Mette Barfod | 3h02'54" | Ungheria Zsuzsanna Giczy Orsolya Harkai | 3h06'43" |